# Südafrikanische Badmintonmeisterschaft 1961
Die Südafrikanische Badmintonmeisterschaft 1961 fand in Durban statt. Es war die elfte Austragung der nationalen Titelkämpfe im Badminton in Südafrika.

## Titelträger
| Disziplin    | Sieger                   |
| ------------ | ------------------------ |
| Herreneinzel | C. J. Read               |
| Dameneinzel  | Kay Buckle               |
| Herrendoppel | H. Meyer C. Bartlett     |
| Damendoppel  | M. D. Flynn Kay Buckle   |
| Mixed        | Alan Parsons J. Monteath |